# Atopophthirus emersoni
Atopophthirus emersoni ist eine Art der Tierläuse, die als Ektoparasit das Gefleckte Riesengleithörnchen befällt.

## Merkmale
Weibchen sind etwa 1 mm lang, Männchen etwa 0,8 mm. Der Kopf ist etwa so breit wie lang. Sein Vorderrand ist abgeflacht und stark sklerosiert. Auf der Unterseite liegt ein stabförmiges Sklerit, welches mit dem Grundglied der Fühler artikuliert. Letzteres besitzt an Ober- und Unterseite einen spitzen Fortsatz. Die Fühler haben fünf Glieder, wobei das vierte und fünfte verschmolzen sein können. Das Endsegment ist das längste und trägt zwei Senisillen. Die Borsten (Setae) des Kopfes sind sehr klein.
Der Thorax ist relativ kurz und geht unmittelbar in den vorderen Abschnitt des Abdomens über. Der Thoras trägt einen breiten, aber kurzen Tergitenrest, eine Sternalplatte ist nicht ausgebildet. Die Coxen der drei Beinpaare stehen weit auseinander und tragen zwei Borsten. Das vordere Beinpaar ist kleiner als das mittlere. Beide tragen eine Kralle und besitzen einen Tibialdaumen. Das hintere Beinpaar ist am stärksten entwickelt und besitzt einen stark modifizierten Tibiotarsus, einen Tibialdaumen und eine kräftige Kralle.
Das große, ovale Abdomen besitzt rückenseitig keine deutlichen Tergiten und Zentralborsten außer im Segment 8. Die Unterseite ist durch fünf breite, aber kurze Sterniten und sechs Borstenreihen gekennzeichnet. Paratergalplatten sind in den Segmenten 3 bis 6 ausgebildet und ragen mit ihrer Spitze frei über den Körperrand hinaus. Rückenseitig gehen sie in die Seitenplatten über und tragen eine Reihe aus drei bis vier, bauchseitig aus zwei bis vier Borsten. Die Segmente 3 bis 5 zeigen kleine Stigmen, die mit den entsprechenden Paratergalplatten assoziiert sind.
Die Weibchen besitzen eine sklerosierte Spermatheca und beidseits eine Genitalplatte. Die Gonopoden sind schwach entwickelt. Der Genitallappen ist deutlich und trägt eine Genitalborste, sein Hinterrand ist beidseits mit einer Gruppe von je drei Borsten besetzt. Das Apodem der Männchen ist gering entwickelt, die Parameren sind kurz und der Pseudopenis breit.
Die Nymphen sind etwa 0,7 mm groß und ähneln den Adulten. Sie sind häutig, also ohne Skleriten, sind fein behaart und tragen weniger Borsten.